# Lamanai
Lamanai (od Lama'anayin – „zanurzony krokodyl” w języku maya) – mezoamerykańskie stanowisko archeologiczne, które było kiedyś znacznej wielkości miastem cywilizacji Majów, położonym w północnym Belize, w dystrykcie Orange Walk. Nazwa miasta jest pochodzenia prekolumbijskiego i została zapisana przez hiszpańskich misjonarzy, a udokumentowana ponad tysiąc lat wcześniej w inskrypcjach Majów jako Lama’anayin.

## Historia
Lamanai było zamieszkałe już XVI w. p.n.e. Od IV w. p.n.e. do I w. n.e. miasto było ważnym centrum okresu preklasycznego. W 625 r. n.e. powstała „Stela 9” z inskrypcjami w języku maya. Lamanai było zamieszkałe ciągle do XVII w. n.e. Podczas hiszpańskiego podboju Jukatanu, hiszpańscy duchowni wybudowali tu dwa kościoły katolickie, ale zbuntowani Majowie wygnali Hiszpanów. Miasto zostało następnie włączone przez Brytyjczyków do Hondurasu Brytyjskiego i wraz z uzyskaniem przez tę kolonię niepodległości, znalazło się w Belize. Również Brytyjczycy osiedlili się w Lamanai i wybudowali tu cukrownię.

## Opis stanowiska
Przeważająca część stanowiska była nieodsłonięta do lat 70. XX wieku. Prace archeologiczne koncentrowały się na badaniu i restauracji większych budowli, a szczególnie Świątyni Maski, Świątyni Jaguara i Wysokiej Świątyni. Wierzchołek tej ostatniej budowli pozwala zobaczyć otaczającą dżunglę i pobliską lagunę na rzece New River.
Znaczna część Świątyni Jaguara pozostaje pod warstwą ziemi, porośniętej gęstą dżunglą. Choć jest nieodkopana, to będzie przypuszczalnie znacznie wyższa od Wysokiej Świątyni. Na temat tej świątyni istnieje legenda, że można w niej znaleźć włócznię zwaną sercem jaguara, mimo że jej nazwa pochodzi od masek jaguara znajdujących się z każdej strony.
Ruiny w Lamanai były dawniej znaczącym miastem Majów w obecnym dystrykcie Orange Walk w Belize. Nazwa „Lamanai” pochodzi od majańskich słów oznaczających „zanurzonego krokodyla” i jest oznaką czci dla tych gadów, żyjących wzdłuż brzegów New River. Belizańska dżungla wokół Lamanai jest pełna egzotycznych ptaków i lubiących wodę iguan. Istnieją dowody na zamieszkiwanie Majów w tym miejscu od 1500 r. p.n.e. przez okres postklasyczny (950–1544 r. n.e.) do czasów kolonizacji hiszpańskiej (1544–1700 r. n.e.).

## Chau Hiix
Pobliskie majańskie stanowisko Chau Hiix dostarczyło dowodów na bardzo długi, ciągły czas zamieszkania od wczesnego okresu preklasycznego (ok. 1200 r. p.n.e.) do późnego okresu postklasycznego (ok. 1600 r. n.e.). Znajduje się pomiędzy Lamanai i Altun Ha, stanowiskiem leżącym dalej na wschód.
Jest położone nad Western Lagoon, niedaleko jej ujścia do Spanish Creek. Chau Hiix leży 15 km na wschód od Lamanai i jest dostępne drogą wodną. Altun Ha leży kolejne 25 km dalej na wschód. Kultura materialna Chau Hiix wykazuje ścisłe związki z Lamanai i Altun Ha, a są również dowody interakcji z centrami na nizinie Petén.
Istnieją tu rozbudowane, starożytne systemy irygacyjne, tak więc prawdopodobnie była to społeczność rolnicza dostarczają żywność do Lamanai.
Najwcześniejsza działalność kulturowa w Chau Hiix sięga wczesnej fazy środkowego okresu preklasycznego (1000-500 r. p.n.e.). 

## Miedziane znaleziska w Lamanai i ich znaczenie
Wśród wielu ważnych aspektów okresu postklasycznego i wczesnego okresu hiszpańskiej kolonizacji w życiu Majów jest obecność znacznej ilości miedzianych artefaktów. Miedź wskazuje na szerokie stosunki handlowe na południowych nizinach majańskich i jako odzwierciedlenie zmian technologicznych, historię użytkowania metalowych przedmiotów w Lamanai. Jest też bezcennym elementem dla rekonstrukcji okresu postklasycznego i wczesnohistorycznej dynamiki. Archeologiczny kontekst wyrobów z miedzi znalezionych w Lamanai rozpoczyna się wraz z pojawieniem się tego metalu w mieście ok. 1150 r. n.e.
Archeologiczny kontekst przedmiotów z miedzi odkrytych w Lamanai ma duże znaczenie, ponieważ służyły one członkom społeczności do różnych celów w okresie postklasycznym, który jest datowany na lata 950–1544 n.e. Prawie wszystkie miedziane przedmioty znalezione w Lamanai są jednoznacznie mezoamerykańskie w formie i wzornictwie, a w oparciu o analizy metalurgiczne wydaje się, że technologie produkcji były również mezoamerykańskie. Obecność surowców do produkcji oraz wadliwie odlanych egzemplarzy wraz z wynikami analiz chemicznych i mikrostrukturalnych 
potwierdza teorię, że Majowie z Lamanai uczestniczyli w wytwarzaniu miedzianych przedmiotów późnym okresie prekolumbijskim. Przedmioty zostały sklasyfikowane i zbadane pod względem kontekstu, form, stylu, przeznaczenia i pochodzenia obiektów z miedzi datowanych od fazy ceramicznej Buk, która pokrywa się z wczesnym okresem postklasycznym (950–1200 r. n.e.).
Miedziane artefakty odkryte w Lamanai zaczęły się tam pojawiać około 1150 r. n.e.  Do opisu metalowych przedmiotów, znalezionych na stanowisku, używany jest termin „miedź”, ale wszystkie te przedmioty są wykonane ze stopów miedzi z innymi metalami, takimi jak cyna czy arsen i z technicznego punktu widzenia powinny być określana jako brąz (Hosler 1994: 210-213).
Ilość i różnorodność miedzianych obiektów znalezionych w Lamanai wskazuje, że jako nowy materiał o unikalnych własnościach dźwiękowych i wizualnych, odgrywał ważną rolę w życiu części członków społeczności w okresie postklasycznym i po przybyciu Hiszpanów. Masson pisze, że „metal był przypuszczalnie wysoko cenionym, luksusowym dobrem dla tej części świata Majów w okresie postklasycznym” (2003: 279). Włączenie miedzianych dzwonków, wyszukanych pierścieni i guzików we wczesnym i środkowym okresie postklasycznym do pogrzebów elity potwierdza, że przynajmniej część mieszkańców miasta pokazywała takie przedmioty w czasie określonych ceremonii społecznych i rytualnych.

## Handel
Handel był istotnym elementem życia w Mezoameryce w okresie postklasycznym, a Majowie byli aktywnymi uczestnikami rozległej, makroregionalnej sieci handlowej. Przemieszczanie się towarów oraz informacji i idei do wewnętrznych obszarów półwyspu Jukatan odbywało się za pomocą łodzi wzdłuż wybrzeża i rozbudowanych systemów rzecznych Belize. Import gotowych wyrobów z miedzi do obszaru zamieszkałego przez Majów w okresie postklasycznym był możliwy dzięki dynamicznej i dobrze zorganizowanej sieci handlowej, w skład której wchodziło Lamanai i liczne, mniejsze postklasyczne ośrodki w północnym Belize.
Kluczowa lokalizacja Lamanai nad laguną na New River dawała mieszkańcom miasta dostęp do bogatego, mezoamerykańskiego rynku towarów przez 3500 lat jego istnienia. Wyroby miedziane, takie jak dzwonki, pierścienie i pęsety miały nie tylko dużą wartość materialną, ale były również wysoko cenionymi obiektami symbolicznymi, których dźwięki i kolory czyniły je szczególnie ważnymi podczas ceremonii rytualnych i jako ozdoby odzwierciedlające status społeczny. W Lamanai odkryto więcej przedmiotów z miedzi niż w jakimkolwiek innym mieście starożytnych Majów. Do tej pory odkryto w sumie 187 miedzianych artefaktów, w tym dzwonki, pierścienie, pęsety, różne ozdoby do odzieży, szpilki, siekiery, dłuta i haczyki na ryby.

## Pochówki
Wszystkie miedziane przedmioty znalezione w Lamanai związane są z pochówkami elity, oprócz jednego, znalezionego w skrytce i drugiego na śmietnisku. Przedmioty z miedzi odkryto w sześciu z 97 grobów odkopanych w dwóch budowlach.

## Metalurgia miedzi
Dowody istnienia wytopu miedzi na miejscu w Lamanai to sztabki, odlewy zwane świnkami, półfabrykaty, kawałki blachy, wadliwe odlewy i resztki po odlewach. Świnki są półfabrykatami powstałymi po wylaniu stopionego metalu do wystygnięcia. W odróżnieniu od sztabek, świnki nie są zwykle formowane w standardowe, czy nawet częściowo standardowe kształty lub wymiary. Oceny form i stylów miedzianych artefaktów z Lamanai dokonano zgodnie z typologią metalowych artefaktów w Mezoameryce według Pendergasta (1962). Klasyfikacja polega na podziale obiektów na trzy główne kategorie funkcjonalne: przedmioty użytkowe, ozdoby dla ludzi i przedmioty ceremonialne. Datowanie metalowych artefaktów bazuje zasadniczo na ich powiązaniu ze stylistyczną oceną form ceramicznych. (Pendergast 1962:521).

## Świątynia Jaguara
W mieście istnieją budowle datowane na 625 r. n.e. – Świątynia Jaguara, nazwana tak od prostokątnej dekoracji w kształcie jaguara, Świątynia Maski ozdobiona 4-metrową maską starożytnego króla Majów i Wysoka Świątynia oferująca zwiedzającym panoramiczny widok z wierzchołka.
Najbardziej interesującymi elementami Świątyni Jaguara są dwie maski dekorujące jej zachodnią fasadę. Maski znajdują się na dwóch poziomach po południowej stronie centralnych schodów. Maska z niższego poziomu ma ponad 4,5 m wysokości. Przedstawia ludzką twarz, obramowaną dekoracyjnymi elementami, która ma nakrycie głowy w kształcie krokodyla. Maski skonstruowane są w ten sposób, że kamienne jądro pokryte jest grubą warstwą tynku, w którym wyrzeźbione zostały szczegóły. Maski datowane są na koniec V lub początek VI wieku. Ceremonializm w Lamanai był silnie rozwinięty, co potwierdza istnienie silnej władzy, mającej ścisłą kontrolę nad ludnością. 
Przy dużej świątyni było pojedyncze boisko, gdzie ofiary były składane pod centralnym polem. Misa z pokrywą zawierała 100 g krystalicznego hematytu, 19 g cynobru w miniaturce statku i inne przedmioty, jak jadeit, muszla i perła, pływające na powierzchni basenu z rtęcią. Wcześniej rtęć została znaleziona w Copanie, Quirigua oraz pod Kaminaljuyú i nad jeziorem Amtitlan, ale nie w tak dużej ilości. Duża ilość rtęci znaleziona na stanowisku w Lamanai była prawdopodobnie zgromadzona do celów rytualnych. Odkryta tu ceramika wykazywała stopniowe zmiany stylu. Niestety w końcu okresu klasycznego normą w tutejszych zwyczajach pogrzebowych stało się niszczenie naczyń przed pogrzebaniem zwłok.

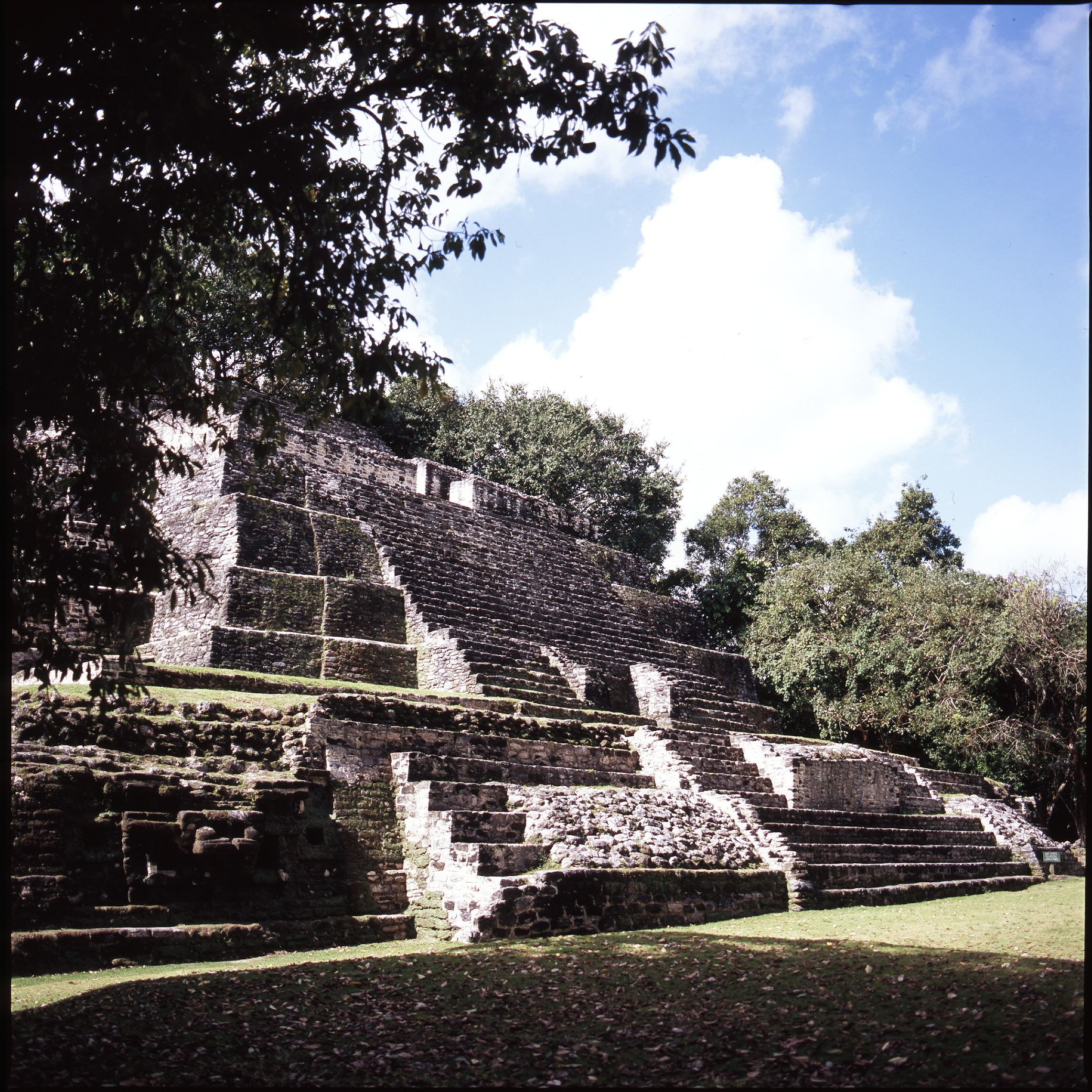
Świątynia Jaguara, Lamanai

## Badania archeologiczne
Pierwszego dokładnego opisu ruin dokonał w 1917 r. Thomas Gann. Wykopaliska archeologiczne w mieście zaczęły się w 1974 r. pod kierownictwem Davida M. Pendergasta z Royal Ontario Museum i były kontynuowane do 1988 r. Dalsze prace wykopaliskowe i restauracyjne były kontynuowane do 2004 r. Ruiny były odsłaniane przez zespół z pobliskich wsi Indian Church i San Carlos. Obecne wykopaliska są kierowane wspólnie przez dr Elizabeth Graham (Instytut Archeologii na University College London) i dra Scotta Simmonsa (University of North Carolina at Wilmington). Od 2006 r. badania na stanowisku są prowadzone głównie w kierunku analizy artefaktów. Większe wykopaliska będą wznowione, gdy zostaną uzyskane fundusze na opracowanie, analizę i przechowywanie znalezisk. 

## Stan obecny i turystyka
Lamanai jest dostępne dla turystów w ramach całodziennych wycieczek łodzią z Orange Walk po New River lub błotnistą, żwirową drogą przez teren mennonitów, Shipyard. W małym muzeum jest wystawa miejscowych artefaktów, ilustrująca historyczny przegląd. Jest również infrastruktura turystyczna i małe sklepy.

## Galeria

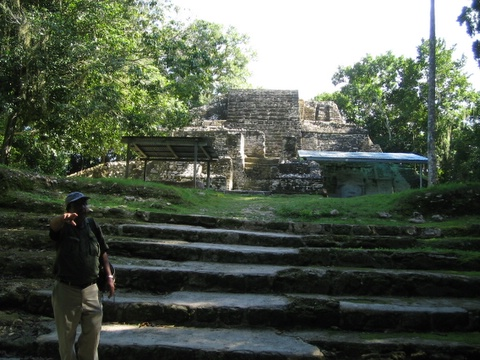
Świątynia Maski
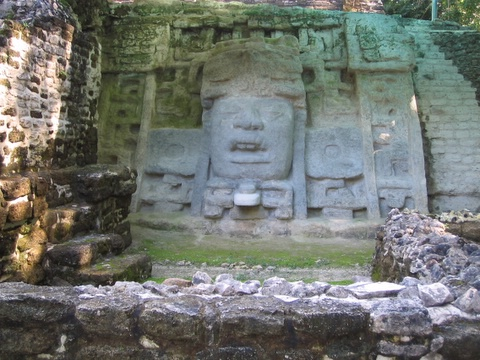
Fragment rzeźby z prawej strony (patrząc na świątynię) ściany Świątyni Maski. Panel o podobnych wymiarach z lewej strony jest osłonięty w celu ochrony przed zniszczeniem
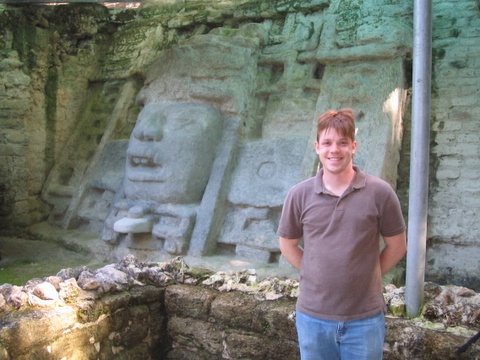
Osoba o wzroście 152 cm przed ścianą Świątyni Maski, dla porównania rozmiarów.
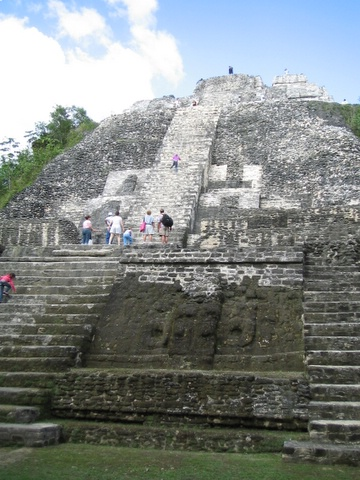
Wysoka Świątynia w Lamanai
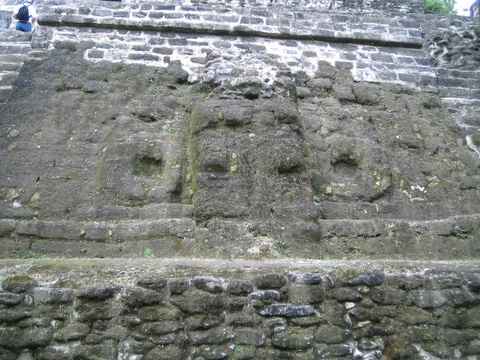
Silnie zerodowany detal ze ściany frontowej Wysokiej Świątyni
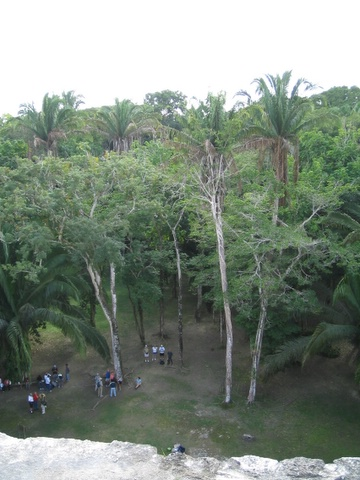
Widok ze szczytu Wysokiej Świątyni pokazujący jej wysokość.
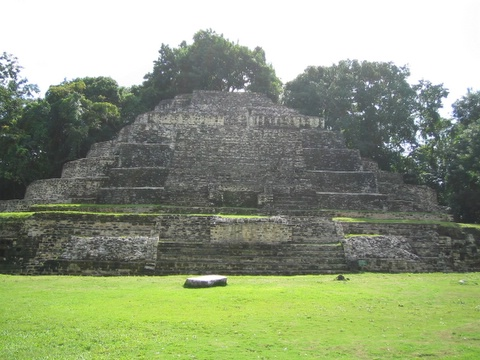
Świątynia Jaguara
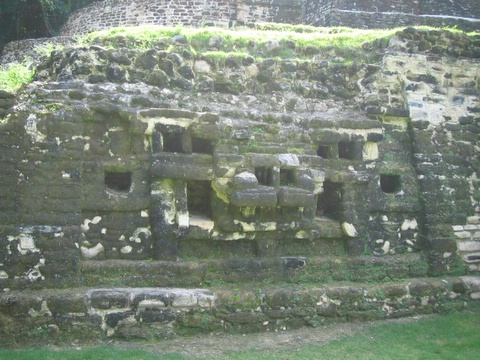
Świątynia Jaguara - detal uważany za głowę jaguara z lewej strony świątyni (patrząc od frontu).
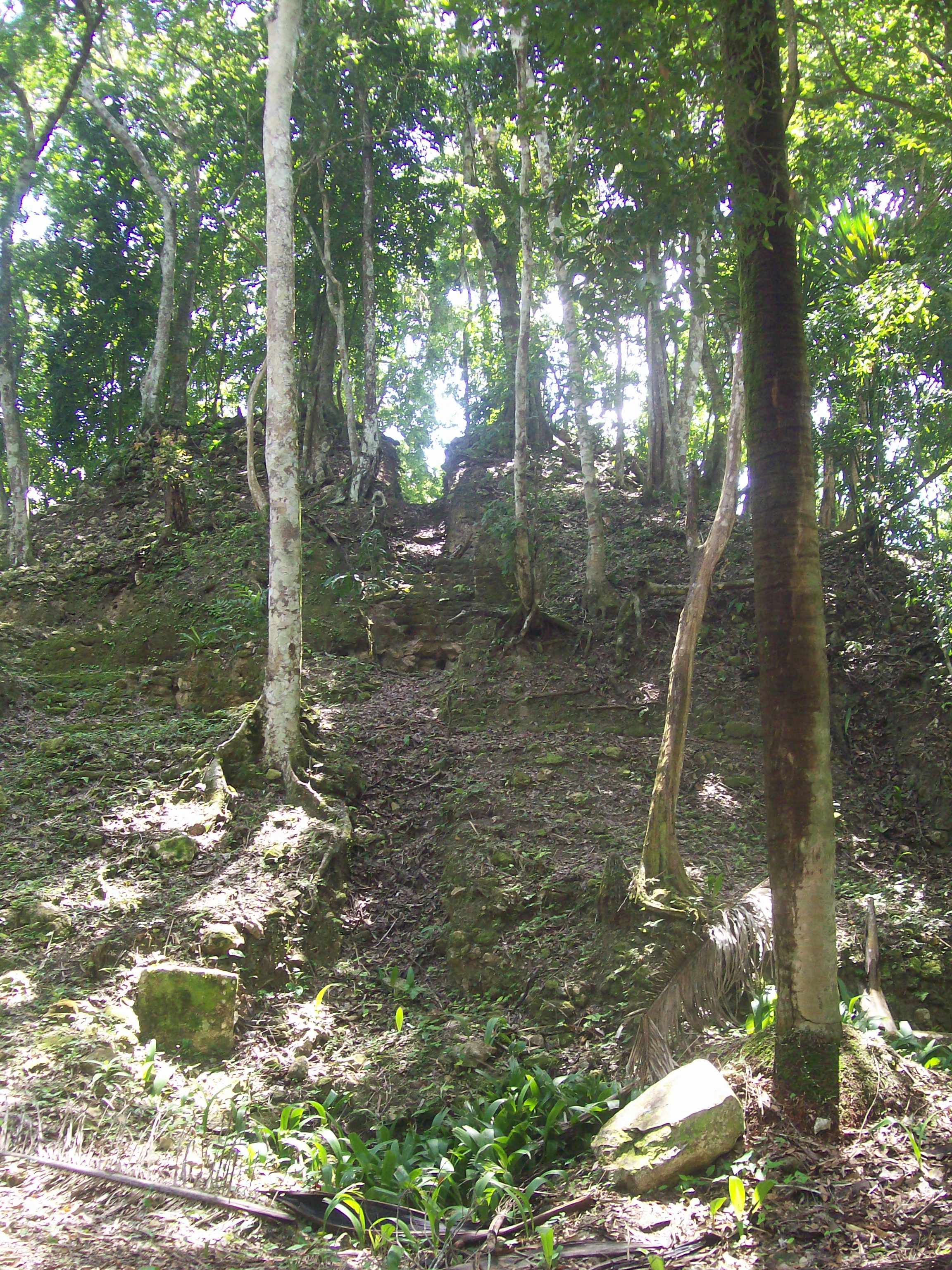
Niezbadany do tej pory kopiec kryjący świątynię w Lamanai